# جرف الملح (مسلسل)
جرف الملح مسلسل تلفزيوني عراقي، من إخراج إبراهيم عبد الجليل، وتأليف صباح عطوان.

## الممثلون
- ليلى كوركيس.
- عدنان إبراهيم.
- عبد المطلب السنيد.
- طالب الفراتي.
- عبد الجبار كاظم.
- صادق علي شاهين.